# Distretto di Yauca
Il distretto di Yauca è uno dei tredici distretti della provincia di Caravelí, in Perù. Si trova nella regione di Arequipa e si estende su una superficie di 556,3 chilometri quadrati.

Istituito il 2 gennaio 1857, ha per capitale la città di Yaúca; al censimento 2005 contava 1.805 abitanti.